# Alaska: costruzioni selvagge
Alaska: costruzioni selvagge (Building Alaska) è un docu-reality statunitense, in onda dal 2012 su DIY Network e trasmesso in Italia da DMAX e HGTV.

## Format
La trasmissione segue l'attività di Bob May e della sua famiglia nella costruzione di edifici in Alaska. In ogni episodio affrontano le più disparate sfide meteorologiche per realizzare delle abitazioni, mettendo in pericolo la propria incolumità.

## Episodi
| Stagione            | Puntate | Prima TV USA | Prima TV Italia |
| ------------------- | ------- | ------------ | --------------- |
| Prima stagione      | 6       | 2012         | 2016            |
| Seconda stagione    | 12      | 2013         | 2016            |
| Terza stagione      | 12      | 2015         | 2016-2017       |
| Quarta stagione     | 12      | 2015         | 2017            |
| Quinta stagione     | 13      | 2016         | Inedita         |
| Sesta stagione      | 8       | 2017         | Inedita         |
| Settima stagione    | 8       | 2017         | Inedita         |
| Ottava stagione     | 8       | 2018         | Inedita         |
| Nona stagione       | 8       | 2019         | Inedita         |
| Decima stagione     | 8       | 2019         | Inedita         |
| Undicesima stagione | 8       | 2020         | Inedita         |
| Dodicesima stagione | 8       | 2020         | Inedita         |